# Canton de Mauvezin
Le canton de Mauvezin est une ancienne division administrative française située dans le département du Gers et la région Midi-Pyrénées.

## Géographie
Ce canton était organisé autour de Mauvezin dans l'arrondissement de Condom. Son altitude variait de 105 m (Homps) à 242 m (Maravat) pour une altitude moyenne de 156 m.

## Composition
Le canton de Mauvezin regroupait quinze communes et comptait 4 491 habitants (population municipale) au 1er janvier 2012.
| Communes      | Population (2012) | Code postal | Code Insee |
| ------------- | ----------------- | ----------- | ---------- |
| Avensac       | 62                | 32120       | 32021      |
| Bajonnette    | 104               | 32120       | 32026      |
| Homps         | 107               | 32120       | 32154      |
| Labrihe       | 203               | 32120       | 32173      |
| Mansempuy     | 81                | 32120       | 32229      |
| Maravat       | 44                | 32120       | 32232      |
| Mauvezin      | 2 009             | 32120       | 32249      |
| Monfort       | 480               | 32120       | 32269      |
| Saint-Antonin | 150               | 32120       | 32359      |
| Saint-Brès    | 85                | 32120       | 32366      |
| Sainte-Gemme  | 124               | 32120       | 32376      |
| Saint-Orens   | 87                | 32120       | 32399      |
| Sarrant       | 392               | 32120       | 32416      |
| Sérempuy      | 36                | 32120       | 32431      |
| Solomiac      | 483               | 32120       | 32436      |

## Représentation

### Conseillers généraux de 1833 à 2015
| Période | Période          | Identité                       | Étiquette             | Qualité |
| ------- | ---------------- | ------------------------------ | --------------------- | --- |
| 1833    | 1837             | Séverin Monge                  |                       | Propriétaire, maire de Mauvezin (1833-1837), conseiller d'arrondissement                                              |
| 1837    | 1839             | Alexandre Lemaistre            |                       | Maire de Homps |
| 1839    | 1848             | Baron Jacques-Gervais Subervie | Opposition dynastique | Lieutenant général Député du Gers (1831-1842) Député d'Eure-et-Loir (1842-1851)                                       |
| 1848    | 1861 (démission) | Raymond Aylies                 | Bonapartiste          | Conseiller à la Cour de cassation Propriétaire du château de Nux Elu en 1861 dans le Canton d'Auch-Sud                |
| 1861    | 1870             | Philippe Duffour               |                       | Colonel en retraite, Maravat                                                                                          |
| 1870    | 1892             | Jacques Candelon               | Droite                | Médecin - Maire de Mauvezin (1871-1884)                                                                               |
| 1892    | 1919             | Louis Fauqué                   | Rad.                  | Médecin - Maire de Mauvezin (1884-1919), conseiller d'arrondissement                                                  |
| 1919    | 1940             | Jean Philip                    | Rad.                  | Pasteur, ancien chef de cabinet de Georges Clemenceau Sénateur (1920-1941) Maire de Mauvezin (1919-1944 et 1945-1951) |
|         |                  |                                |                       | |
| 1943    | 1945             | Antonin Serres                 |                       | Cultivateur Conseiller d'arrondissement, maire de Bajonnette Nommé conseiller départemental en 1943                   |
|         |                  |                                |                       | |
| 1945    | 1951             | Jean Philip                    | Rad.                  | Pasteur Maire de Mauvezin Sénateur (1920-1941)                                                                        |
| 1951    | 1964             | Louis Combes                   | Rad.                  | Maire de Mauvezin (1951-1964)                                                                                         |
| 1964    | 1970             | Marcel Gillard (1897-1975)     | SFIO                  | Commerçant à Mauvezin, ancien résistant                                                                               |
| 1970    | 1976             | Pierre de Montesquiou          | CDP                   | Négociant en armagnac Député (1958-1976) Maire de Marsan Ancien conseiller général du canton de Gimont                |
| 1976    | 1994             | Yvon Montané                   | PS                    | Proviseur - Député (1997-2002) Maire de Mauvezin (1977-2014)                                                          |
| 1994    | 1997 (décès)     | Hubert Brasset (1937-1997)     | DVD                   | Maire de Labrihe (1977-1997)                                                                                          |
| 1998    | 2015             | Gérard Marcet                  | PCF                   | Ancien cadre EDF Adjoint au Maire de Mauvezin Vice-Président du Conseil Général Maire de Mauvezin (2014-2017)         |

### Conseillers d'arrondissement (de 1833 à 1940)
Le canton de Mauvezin avait deux conseillers d'arrondissement.
Il appartenait à l'arrondissement de Lectoure jusqu'à sa disparition en 1926.
| Période                                  | Période | Identité                    | Étiquette   | Qualité |
| ---------------------------------------- | ------- | --------------------------- | ----------- | --- |
| 1833                                     | 1839    | M. Barailhé                 |             | Juge de paix à Mauvezin                                                                                     |
| 1833                                     | 1848    | Louis Sentis (1790-1868)    |             | Maire de Solomiac                                                                                           |
| 1839                                     | 1848    | M. de Monteils              |             | Propriétaire à Saint-Orens                                                                                  |
|                                          |         |                             |             | |
| av.1887                                  | 1901    | Jean-Justin Mazars          | Républicain | Suppléant du juge de paix de Mauvezin, maire de Solomiac                                                    |
| 1889                                     | 1892    | Louis Fauqué                | Républicain | Médecin - Maire de Mauvezin (1884-1919)                                                                     |
|                                          |         |                             |             | |
| 1901                                     |         | L. Garros                   | Radical     | Vétérinaire, adjoint au maire de Mauvezin                                                                   |
| av.1907                                  |         | M. Peyrecave                | Radical     | Propriétaire à Solomiac                                                                                     |
| 1919                                     | 1931    | M. Troyes                   | Radical     | Suppléant du juge de paix à Mauvezin                                                                        |
| 1931                                     |         | M. Bardorc                  | Radical     | |
|                                          | 1940    | Antonin Serres              | Radical     | Cultivateur, maire de Bajonnette                                                                            |
|                                          | 1940    | Léopold Jean-Marie Ferradou | Radical     | Directeur d'école publique à Mauvezin                                                                       |
| 1940                                     |         |                             |             | Les conseils d'arrondissement ont été suspendus par la loi du 12 octobre 1940 et n'ont jamais été réactivés |
| Les données manquantes sont à compléter. |         |                             |             | |

## Démographie
| 1962  | 1968  | 1975  | 1982  | 1990  | 1999  | 2006  | 2011  | 2012  |
| ----- | ----- | ----- | ----- | ----- | ----- | ----- | ----- | ----- |
| 4 965 | 4 554 | 4 100 | 3 861 | 3 658 | 3 668 | 3 999 | 4 447 | 4 491 |